# ここからだ!
『ここからだ！』は、日本のバンド・DREAMS COME TRUEによる通算59枚目のシングル。2025年1月29日に配信シングル、同年3月12日にCDシングルがユニバーサルミュージック内のレーベル・ユニバーサルシグマよりそれぞれリリースされた。

## 概要
前シングル『Kaiju』から約10か月ぶりのシングル。CDで発売されたシングルとしては、前作『スピリラ』以来約2年3ヶ月ぶりとなる。
表題曲は、『⼤阪・関⻄万博開催記念 ACN EXPO EKIDEN 2025』および『アスミライABC EXPO プロジェクト』テーマソングとして書き下ろされた楽曲。
配信版のジャケット写真はかなり遊びごころを盛り込んだ作品となっており、5体の新キャラクターが登場している。また、配信版とCD版ではジャケットが異なる。
CDセールスでは、発売日にオリコンのデイリーランキングでベスト10圏外となるなど苦戦を強いられ、中村正人がファンに対し購入を呼びかける事態となった。

## 収録内容
| 全作詞: 吉田美和、全編曲: 中村正人。 |                                                                                          |           |                    |      |
| #                                    | タイトル                                                                                 | 作詞      | 作曲               | 時間 |
| 1.                                   | 「ここからだ！」                                                                         | 吉田美和  | 中村正人           | 4:34 |
| 2.                                   | 「Kaiju」                                                                                | 吉田美和  | 吉田美和           | 4:37 |
| 3.                                   | 「THIS IS IT! YOU'RE THE ONE! I KNET IT! うれしい!たのしい!大好き! ～ODYSSEY Version～」 | 吉田美和  | 吉田美和           | 3:39 |
| 4.                                   | 「何度でも - True Wellness Project Version for Comado -」                                | 吉田美和  | 中村正人・吉田美和 | 4:30 |
| 合計時間:                            | 合計時間:                                                                                | 合計時間: | 17:20              |      |

### 解説
1. ここからだ！
  - 2月28日には全編アニメーションで構成されたミュージックビデオ、3月25日には朝日放送テレビ「おはよう朝日です」とのコラボミュージックビデオがそれぞれ公開された[3][4]。
2. Kaiju
  - 2024年3月21日にリリースされた配信シングル。初CD化。
  - 映画『カミノフデ 〜怪獣たちのいる島〜』主題歌[5]。
3. THIS IS IT! YOU'RE THE ONE! I KNET IT! うれしい！たのしい！大好き！ ～ODYSSEY Version～
  - 2024年1月31日にリリースされた配信シングル。初CD化。
  - ホンダ・新型オデッセイWEBCM曲[6]。
4. 何度でも - True Wellness Project Version for Comado -
  - 2024年10月23日にリリースされた配信シングル。初CD化。
  - サントリーウエルネス・トゥルーウエルネスプロジェクト公式ソング[7]。